# Cooper T40
La Cooper T40 o Cooper Bristol T40 è una monoposto di Formula 1 realizzata dalla scuderia britannica Cooper per partecipare al campionato mondiale di Formula 1 1955. La vettura, guidata da Jack Brabham, era dotata di un motore Bristol BS1.

## Risultati completi
| Anno | Team   | Motore             | Gomme | Piloti  |  |  |  |  |  |     |  | Punti | Pos. |
| ---- | ------ | ------------------ | ----- | ------- |  |  |  |  |  | --- |  | ----- | ---- |
| 1955 | Cooper | Climax Bristol BS1 | D     | Brabham |  |  |  |  |  | Rit |  | 0     | 13º  |